# Братська могила радянських воїнів у с. Юр’ївське
Братська могила радянських воїнів у селі Юр’ївське Варварівської сільської ради Юр’ївського району Дніпропетровської області.

## Історія
Братська могила радянських воїнів знаходиться на східній околиці села, біля клубу. У братській могилі поховано 27 воїнів, які загинули при визволенні села Вербське від німецько-фашистських загарбників у вересні 1943 року. На могилі був встановлений тимчасовий обеліск, а 1953 року його було замінено скульптурою  «Воїн зі стягом». Територія пам’ятки — 5 × 6 м.

## Персоналії
Прізвища воїнів невідомі.

## Додаток
Напис на меморіальній дошці: «Вечная слава и память воинам, погибшим за освобождение нашей родины в Великой Отечественной Войне 1941—1945 гг.».
Поховання та територія  пам’ятки упорядковані.